# 林区圣约翰 (奥地利)
林区圣约翰是奥地利蒂罗尔州利恩茨县的一个市镇。总面积32.82平方公里，总人口300人，人口密度9.1人/平方公里（2005年）。